# Szlak rowerowy Allgäu
Szlak rowerowy Allgäu (niem. Radrunde Allgäu) – szlak rowerowy o długości ponad 450 km tworzący pętlę o urozmaiconym ukształtowaniu i walorach widoków. Przebiega przez tereny górskie, wyżynne i nizinne, wzdłuż rzek i jezior. Szlak przebiega przez następujące kraje związkowe Niemiec: Bawaria, Badenia-Wirtembergia oraz Tyrol w Austrii.

## Przebieg szlaku
Jest to trasa okrężna, w której nie określono kierunku jazdy, a rozpoczęcie jest możliwe w dowolnym punkcie. Różnica wzniesień na trasie rowerowe to około 2200 metrów. W północnej części trasa rowerowa przebiega przez takie miejscowości jak Markt Rettenbach, Ottobeuren, Bad Grönenbach, Leutkirch i Bad Wurzach. Na zachodzie trasa rowerowa Allgäu przebiega na granicy z Badenią-Wirtembergią i prowadzi przez takie miejscowości jak Wolfegg, Waldburg, Wangen, Isny, Lindenberg. Na południu trasa  prowadzi skrajem Alp przez jezioro Alpsee i Immenstadt wzdłuż rzeki Iller do Sonthofen, przekracza granicę z Austrią w dolinie Tannheim i wreszcie dociera do zamków królewskich w Füssen – Neuschwanstein i Hohenschwangau. Na wschód prowadzi znad jezioro Forggensee przez Marktoberdorf i Kaufbeuren do Bad Wörishofen.

## Połączenia z innymi szlakami rowerowymi
Szlak rowerowy doliny Allgäu łączy się m.in. z następującymi innymi szlakami rowerowymi:
- w Oberstaufen z szlakiem rowerowym Bodensee-Königssee;
- w pobliżu Kempten z szlakiem rowerowym rzeki Iller.